# Helix texta
Helix texta é uma espécie de gastrópode da família Helicidae
É endémica de Israel.